# Šurić
Šurić (izvirno srbsko Шурић) je naselje v Srbiji, ki upravno spada pod Občino Aleksinac; slednja pa je del Niškega upravnega okraja.

## Demografija
V naselju živi 109 polnoletnih prebivalcev, pri čemer je njihova povprečna starost 49,1 let (48,3 pri moških in 49,8 pri ženskah). Naselje ima 44 gospodinjstev, pri čemer je povprečno število članov na gospodinjstvo 2,91.
To naselje je, glede na rezultate popisa iz leta 2002, skoraj popolnoma srbsko, a v drugi polovici 20. stoletja je opazen izreden padec v številu prebivalcev.
|  |

| Demografija | Demografija     | Demografija     |
| Leto        | Št. prebivalcev | Št. prebivalcev |
| ----------- | --------------- | --------------- |
|             |                 |                 |
|             |                 |                 |
|             |                 |                 |
|             |                 |                 |
| 1948        | 246             |                 |
| 1953        | 246             |                 |
| 1961        | 245             |                 |
| 1971        | 225             |                 |
| 1981        | 214             |                 |
| 1991        | 160             | 160             |
| 2002        | 132             | 128             |
|             |                 |                 |

| Etnična sestava po popisu iz leta 2002 | Etnična sestava po popisu iz leta 2002 | Etnična sestava po popisu iz leta 2002 | Etnična sestava po popisu iz leta 2002 | Etnična sestava po popisu iz leta 2002 |
| -------------------------------------- | -------------------------------------- | -------------------------------------- | -------------------------------------- | -------------------------------------- |
| Srbi                                   | Srbi                                   |                                        | 125                                    | 97,65%                                 |
| Romi                                   | Romi                                   |                                        | 3                                      | 2,34%                                  |
| Neznano                                | Neznano                                |                                        | 0                                      | 0,0%                                   |